# Thomas Clarkson
Thomas Clarkson (Wisbech, Cambridgeshire, Inglaterra em 28 de março de 1760 - Playford, Suffolk, 26 de setembro de 1846) foi um abolicionista inglês contra a tráfico de escravos em Império Britânico.

## Biografia
Era filho de um clérigo que leccionava na escola secundária local. Em 1779, Clarkson foi para a Universidade de Cambridge, onde ganhou um concurso de redação americano sobre a questão de saber se era lícito escravizar outras pessoas contra a sua vontade.
Enquanto viajava para Cambridge, em junho de 1785, Clarkson começou a pensar que alguém tinha de fazer alguma coisa para acabar com a escravatura das pessoas, pois considerava injusto obrigar alguém a fazer algo contra a sua vontade. O seu ensaio sobre a escravatura foi publicado em 1786, o que o chamou a atenção de outros abolicionistas.
Em 1787, Clarkson e Sharp foram fundamentais na formação do Comité para a Abolição do Tráfico de Escravos Africanos. Muitos dos outros membros eram Quakers. O Comité ajudou a persuadir o membro do Parlamento William Wilberforce a abraçar a causa abolicionista. Clarkson foi incumbido de recolher informações para o comité apresentar ao Parlamento e ao público. Dedicou o seu tempo e energia a viajar pela Grã-Bretanha, em particular pelos portos de Liverpool e Bristol, recolhendo provas sobre o comércio de escravos junto de testemunhas oculares, especialmente de marinheiros que tinham trabalhado em navios mercantes de escravos.
Em 1789, viajou para Paris, onde tentou, sem sucesso, persuadir o novo governo francês a abolir o tráfico de escravos.
Ajudou a fundar a Sociedade para a Abolição do Comércio de Escravos (também conhecida como Sociedade para a Abolição do Comércio de Escravos) e ajudou a aprovar a Lei do Fim do Comércio de Escravos de 1807, que pôs fim ao comércio britânico de escravos. Nos seus últimos anos, Clarkson fez campanha pela abolição da escravatura em todo o mundo, concentrando-se depois nas Américas. Em 1840, foi o orador principal da primeira conferência das Sociedades Anti-Escravatura (atualmente conhecida como Anti-Escravatura Internacional), em Londres, que fez campanha pelo fim da escravatura noutros países.
Antes de morrer, Clarkson publicou a “História dos Quakers” e “A Abolição do Tráfico de Escravos”. Clarkson retirou-se para Ipswich.
Thomas Clarkson morreu a 26 de setembro de 1846, em Playford, Suffolk. Foi sepultado a 2 de outubro na Igreja de Santa Maria.